# Frontières du Burundi

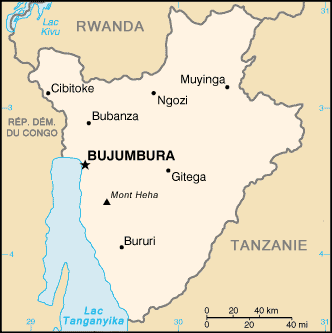
Carte du Burundi, mettant en évidence ses frontières terrestres avec les pays voisins.

Les frontières du Burundi, pays enclavé d'Afrique de l'Est, ne sont que terrestres, fluviales ou Lacustres. Le Burundi en partage avec ses 3 pays voisins : la République démocratique du Congo (à l'ouest), le Rwanda (au nord) et la Tanzanie (à l'est et sud-est), pour un total de 974 km.
| Pays                                     | Frontière terrestre (km) | Notes                                                |
| ---------------------------------------- | ------------------------ | ---------------------------------------------------- |
| avec la République démocratique du Congo | 233                      | La majeure partie traverse le nord du lac Tanganyika |
| avec le Rwanda                           | 290                      |                                                      |
| avec la Tanzanie                         | 451                      |                                                      |
| Total                                    | 974                      |                                                      |